# ОК Кнез Лазар Крушевац
Одбојкашки клуб „Кнез Лазар“ је одбојкашки клуб из Крушевца, Србија.
Настао је 11. маја 2009. године у Крушевцу под именом Одбојкашки клуб „Tzar.“ Са данашњим именом, основан је 20. јула 2010. године у Крушевцу.
Клуб је настао на иницијативу бивших играча ОК „Крушевац пута“. Окосницу овог клуба су чинили играчи из Крушевца, који су се те исте сезоне такмичили у лиги Рашког округа и успели да изборе пласман у виши ранг такмичења. 
Данас је то фукционална спортска организација која у свом саставу има:
- Мушку сенорску екипу (Друга лига Запад) (2009-2012)
- Женску сениорску (Лига Рашког округа) (2009-2012)
- Мушку кадетску екипу
- Женску кадетску екипу
- Школу одбојке

У свим структурама, на челу клуба, налазе се људи, који пре свега воле одбојку, раде у интересу одбојке, а циљ клуба је да у Крушевцу опет постоји квалитетан клуб са квалитетним радом и здравом атмосфером.
Организатор је бич волеј турнира „Крушевац опен“.